# Jonathan Bähre
Jonathan Bähre (Hessisch Oldendorf, 12 settembre 1996) è un cestista tedesco.

## Carriera
Dopo aver trascorso la carriera universitaria tra UNCA Bulldogs e Clemson Tigers, il 9 luglio 2021 firma il primo contratto professionistico con il R. Ludwigsburg. Il 24 giugno 2023 prolunga per un'ulteriore stagione con il club giallo-nero.